# Eilert Falch-Lund
Eilert Falch-Lund (27 de janeiro de 1875 — 2 de fevereiro de 1960) foi um velejador norueguês, campeão olímpico. Ele competiu nos Jogos Olímpicos de Verão de 1912 na classe 12 Metre e conquistou a medalha de ouro na disputa a bordo do Magda IX com Johan Anker, Nils Bertelsen, Halfdan Hansen, Magnus Konow, Arnfinn Heje, Alfred Larsen, Petter Larsen, Christian Staib e Carl Thaulow. Ele se formou na Kristiania Commerce School em 1894 e trabalhou nos escritórios da empresa Fr. Meyer de 1894 a 1904 e JE Mowinckel em Bergen de 1904 a 1905.